# Himerio (almirante)
Himerio (en latín: Himerius; griego: Ὶμέριος) fue un alto funcionario de la administración imperial bizantina, que se hizo famoso por haber sido drungario de la armada (comandante de la armada bizantina) durante el resurgimiento de conflictos navales con las armadas musulmanas en el período comprendido entre 900 y 912 y estuvo activo durante el reinado del emperador León VI el Sabio (quien reinó entre 886 y 912).

## Biografía
Nada se sabe de sus primeros años. Himerio era tío de Zoe Karbonopsina, la amante y posterior esposa del emperador León VI el Sabio y su carrera se debió mucho de esta relación. Comenzando como protoasecreta (jefe de la cancillería), fue después nombrado comandante de la armada en el 904, cuando una armada musulmana bajo el mando de León de Trípoli se dirigía a Constantinopla y ya había derrotado al drungario Eustacio Argiro. Este fue reemplazado por Himerio al frente de la armada imperial, pero el nuevo comandante no tuvo que luchar ya que los árabes se retiraron por su propia iniciativa. Las dos flotas se encontraron a lo largo de la isla de Tasos, y los bizantinos eligieron no presentar batalla. Como resultado, los árabes lograron saquear Tesalónica, la segunda ciudad bizantina más grande, y navegaron a casa sin oposición.
En el día de Santo Tomás (6 de octubre) de 906, Himerio alcanzó su primera victoria sobre los árabes. Fue probablemente después de eso que se le había concedido el alto cargo de logoteta del dromo (ministro de negocios extranjeros). En 909 registró una nueva victoria y al año siguiente dirigió una expedición en la costa de Siria, durante la cual Laodicea fue saqueada, su región costera devastada y fueron hechos muchos prisioneros, todos con bajas mínimas para los bizantinos. En la misma expedición, Himerio también desembarcó en Chipre, que durante siglos había sido una zona desmilitarizada bajo el dominio del Califato. La reconquista de la isla era temporal, ya que en 911 o 912, Damián de Tarso asaltó la isla y Chipre volvió a su estatus anterior.
En el otoño de 911, Himerio hizo un nuevo intento para recuperar Creta, al frente de una flota de 177 dromones y de 43 000 hombres y sitió Chandax, capital de la isla. El asedio duraba seis meses cuando llegaron noticias de Constantinopla sobre el estado del emperador, que estaba enfermo y próximo a su muerte. Himerio luego abandonó el asedio infructuoso y marchó a la capital imperial. Durante la travesía de regreso, en abril de 912, cuando la flota rodeaba la isla de Quíos, fue emboscado por los sarracenos dirigidos por León de Trípoli y Damián de Tarso. Los bizantinos fueron aniquilados e Himerio escapó por muy poco. Después de esta derrota y la muerte del emperador León, Himerio fue destituido por el nuevo emperador, Alejandro, que lo exilio en el monasterio de Camba, donde murió seis años después.